# Paris Première
Paris Première est une chaîne de télévision généraliste nationale française privée payante. Elle est lancée le 15 décembre 1986, diffusant uniquement sur le réseau câblé parisien, à l'initiative du maire de Paris Jacques Chirac et du groupe propriétaire du réseau câblé Lyonnaise des eaux, afin de fonder la première chaîne régionale d'Île-de-France. L'antenne appartient depuis 2004 au Groupe M6, dont le premier actionnaire est le groupe allemand Bertelsmann. 
La chaîne est retransmise sur différents réseaux en France sous accès conditionnel ou crypté, parmi lesquels la TNT nationale, le câble, le satellite et les offres télévisuelles des opérateurs Internet. A l'instar de Canal+, Paris Première diffuse des plages de programmes en clair, tous les jours de 18h à 21h et le week-end de 10h à 13h. 

## Histoire
Paris Première est lancée le 15 décembre 1986 à 19 h sur la chaîne no 8 du réseau câblé parisien, à l'initiative de la mairie de Paris et du groupe propriétaire du réseau Lyonnaise des eaux, afin de diffuser la première chaîne locale d'Île-de-France. Ses deux lignes conductrices sont basées sur une programmation alternative et complémentaire par rapport aux chaînes nationales avec des longs-métrages diffusés à 18 h 15, 21 h ou 22 h 45 ainsi que des spectacles. Associée avec le palais omnisports de Paris-Bercy, Paris Première en retransmet les événements, en simultané et souvent en direct.

### Années 1990
Après un statut d'économie mixte, Paris Première est transformée en société anonyme en 1991 et commence à être diffusée par câble au-delà de la capitale. Abandonnant son format local pour s'orienter vers une antenne plus culturelle, Paris Première propose alors notamment « Sélect'O », une émission quotidienne de 26 minutes sur l'actualité des spectacles et « Premières loges », animée par Marie-Charlotte Lanta et Jean-Marc Froissart. En 1992, une nouvelle émission se consacre à la mode, intitulée « Paris Modes » animé par Marie-Christiane Marek. En 1993, Paris Première rejoint le bouquet Canalsatellite et exploite ses premiers écrans publicitaires à l'antenne. En 1994, Jean-Edern Hallier installe le rendez-vous « Jean Edern's Club » où se retrouve le « tout Paris » littéraire et politique.
L'arrivée en 1995 de Paul Amar, évincé du JT de France 2, lequel anime l'émission quotidienne 20h00 Paris Première et de Thierry Ardisson présentant Paris Dernière fait évoluer l'antenne ainsi que par son nouvel habillage. Le slogan adopé est La télé qui a l'esprit plus large que le petit écran. Franz-Olivier Giesbert succède à Jean-Edern Hallier, décédé le 12 janvier 1997, en lançant le Gai Savoir sans grand succès. Aure Atika présente Nova Magazine en collaboration avec la radio éponyme.
Dès septembre 1997, l'émission quotidienne de l'actualité culturelle, Rive droite / Rive gauche, seul JT français de la culture présenté chaque soir par Thierry Ardisson, Philippe Tesson, Frédéric Beigbeder et Élisabeth Quin. Paris Dernière revient en octobre 1998 avec Frédéric Taddeï et Paris Première diffuse ses programmes 24h/24. Frédéric Beigbeder fait des chroniques concernant les sorties littéraires. En 1999, la chaîne lance Recto-verso présentée par Paul Amar et diffuse l'émission américaine de James Lipton L'Actors Studio.

### Années 2000
En 2000, Paris Première rejoint le réseau TPS et ouvre son site web. Jean-Luc Delarue présente Toast, émission consacrée aux tendances citadines. Vincent Mc Doom devient quotidiennement « speakerine ». En 2001, Jacques Expert en devient le directeur des programmes jusqu’en 2012,.
En 2002, Paris Première accueille Michel Field pour présenter l'émission littéraire Field dans ta chambre puis le rendez-vous Field devant le poste ainsi que la série présentée par Édouard Baer, Aphrodisia. Thierry Ardisson lance et présente 93, faubourg Saint-Honoré.
La chaîne est diffusée au Québec à partir du 19 juin 2002 avec Euronews et Planète. En 2003 Frédéric Beigbeder présente « des livres et moi »[pertinence contestée].
Alors qu'AB Groupe souhaite racheter la chaine, le groupe M6 entreprend de la racheter, le 7 mai 2004 et elle s'installe dans les locaux de Neuilly-sur-Seine en septembre 2004. Philippe Gildas présente Vous prendrez bien un peu de recul et Ariane Massenet anime Petites confidences entre amis. La programmation évolue, la chaîne programme des séries américaines « vintage » issues du catalogue de M6 comme: Les Mystères de l'Ouest, Les Têtes brûlées, Drôles de dames, ou Happy Days. La chaîne propose aussi des séries inédites en commençant par la sulfureuse Nip/Tuck.
En 2005, Paris Première accueille Laurent Ruquier poour présenter l'émission Ça balance à Paris et Priscilla Telmon anime Grands documentaires IMAX[source secondaire souhaitée].
Paris Première fait partie des 10 chaînes sélectionnées par le CSA pour le lancement de la TNT payante, prévu pour la fin de l'année 2005. Le numéro logique attribué est le no 31 et la chaîne commence à émettre ses premières plages en clair le 17 novembre 2005 en début de soirée.
Le 6 juillet 2006, Paris Première est la première chaîne du câble et du satellite, à la suite de TPS, à proposer un service de vidéo à la demande (VOD). Le 11 septembre, Paris Première change d'habillage sous la direction artistique d’Anne Caminade (Agence Sloo) : au programme, une ambiance épurée et dynamique[source secondaire souhaitée] aux couleurs (orange, noir et blanc) de la chaîne.
De nouveaux présentateurs arrivent en 2006[source secondaire souhaitée] : Laurent Baffie (Ding Dong), Pierre Lescure (Ça balance à Paris), Xavier de Moulins (Paris Dernière), Alexandra Golovanoff (La mode, la mode, la mode) et Mélissa Theuriau (Deux, trois jours avec moi).
De septembre 2007 à juin 2008, 93, faubourg Saint-Honoré évolue en Paris Croisière, le lieu étant alors le yacht Excellence voguant sur la Seine, le maitre de maison changeant toutes les semaines.
En 2009, Tom Novembre fait son apparition sur la chaîne en animant Otto, une émission consacrée à l'art contemporain[source secondaire souhaitée].

### Années 2010
À la rentrée de septembre 2010, certaines émissions changent d'animateur : Éric Naulleau, anciennement chroniqueur, reprend la présentation de Ça balance à Paris, Xavier de Moulins cède sa place à Philippe Besson aux commandes de Paris Dernière et Elisabeth Quin anime sa propre émission cinématographique : CinéQuin. Pierre Lescure, ayant cédé sa place à Naulleau, lance son émission Lescure : tôt ou tard.
Après l'arrêt de Pif paf, Philippe Vandel anime Le Comité de la carte[source secondaire souhaitée] et Xavier de Moulins, à la suite de son départ de Paris Dernière présente Mon beau miroir[source secondaire souhaitée]. Les deux émissions sont retirées de l'antenne quelques mois après leur lancement.
À partir de septembre 2011, Éric Zemmour devient animateur sur la chaîne, en compagnie d'Éric Naulleau. Ils animent dès lors en duo une émission hebdomadaire de deuxième partie de soirée, Zemmour et Naulleau. Guillaume Durand rejoint également la chaîne pour y animer Rive Droite, une émission dans la lignée de 93, faubourg Saint-Honoré.
Le 20 septembre 2011, Paris Première fête ses 25 ans au Grand Palais, à cette l'occasion, elle a demandé à 25 artistes comme Karl Lagerfeld, Daniel Buren, Jean-Charles de Castelbajac, Jean-Michel Othoniel ou encore Marjane Satrapi, de réaliser 25 œuvres d'art sur 8 grandes thématiques de la chaîne : la culture, le cinéma, la nuit, l'art de vivre, le spectacle vivant, le sport, la mode et l'humour.
En 2012, la chaîne est diffusée en haute définition et Paris Première a prévu d'étendre ses programmes en clair en rajoutant une seconde partie le week-end de 9 h à 12 h sur la TNT gratuite et chez la plupart des fournisseurs d'accès à internet.
Depuis septembre 2012, le concept de 93, Faubourg Saint-Honoré est repris dans l'émission 17e sans ascenseur présenté par Laurent Baffie.
En novembre 2012, Paris Première intègre les locaux de M6.
Le 11 janvier 2013, la chaîne lance une vidéo sur ses programmes de 2013 et change de slogan.
En 2014, le souhait de la chaîne est de passer en TNT gratuite à tout prix, une raison expliquée par le directeur du groupe M6, Nicolas de Tavernost, Paris Première est sur un modèle économique instable : la TNT payante risque à terme de disparaître. Paris Première « ce sera un peu plus d'Aïda et un peu moins de Nabilla sur la TNT gratuite ! » selon lui. Le groupe M6 annonce en février 2014 une demande auprès du CSA pour le passage de la chaîne sur la TNT gratuite. Le 29 juillet 2014, le CSA rejette sa candidature pour son passage en gratuit. Le 17 juin 2015, le Conseil d'État casse la décision du CSA et demande de revoir le projet avant 6 mois ainsi que celui de LCI. Le 14 septembre 2015, la chaîne est auditionnée par le CSA pour un éventuel passage sur la TNT gratuite en même temps que les chaînes LCI et Planète+. Le CSA finira par refuser le passage de la chaîne sur la TNT gratuite, idem pour Planète+. La chaîne LCI bénéficie du passage sur la TNT gratuite, le CSA jugeant critique l'état des finances de LCI et son modèle d'affaire ne peut faire face aux chaînes d'informations déjà présentes sur la TNT gratuite.
Le 17 février 2016, la chaîne annonce un partenariat avec Radio Classique et diffuse la matinale de la radio sur son antenne tous les matins.
En novembre 2016, la chaîne est accessible en direct et en replay sur ordinateur, smartphone et tablette grâce à l'application 6play.

### Années 2020
Le 17 mai 2021, le groupe Bouygues, propriétaire de TF1, annonce vouloir acquérir le groupe M6. L'Autorité de la concurrence émet cependant des réserves, car si la fusion est réalisée, la nouvelle entité posséderait dix chaînes, dépassant ainsi la limite de sept chaînes par groupe imposée par le dispositif anti-concentration prévu par la Loi Léotard de 1986. Le groupe M6 propose alors de vendre leur chaîne 6ter à Altice Média et restituer la fréquence TNT de Paris Première. Cependant, face aux exigences de l'Autorité de la concurrence, le projet de fusion est finalement annulé car celui-ci « ne présentait plus aucune logique industrielle » d'après les deux groupes audiovisuels. Par conséquent, Paris Première conserve sa fréquence sur la TNT payante.
En 2024, Paris Première est candidate au renouvellement de sa fréquence TNT, dont la licence arrive à échéance en 2025. La chaîne est auditionnée le 12 juillet 2024 par l'Arcom. 
Le 6 juin 2025, Paris Première passe du canal 41 au canal 26, à la suite de la renumérotation de la TNT par l'ARCOM.

## Identité commerciale

### Identité visuelle
De septembre 1995 à 2000, un nouvel habillage, conçu par l'agence Gédéon, est mis à l’antenne. Celui-ci s’accompagne d’un nouveau logo, surnommé le "ticket" : deux cartouches, l’un en orange, l’autre en noir, dans lesquels s’inscrivent en blanc les lettres du nom de la chaîne. Cet habillage repose sur un ensemble de vues en chronocinématographie et en noir et blanc des toits de Paris. Les génériques des cases proposent tout un jeu sur des onomatopées, illustrées par des animations typographiques. Pour les indicatifs pub, le logo s’ouvre et laissent touristes et habitants de la capitale adresser un "bonjour" au téléspectateur[source secondaire souhaitée].
De septembre 2006 à septembre 2011, L’habillage est profondément remanié en septembre 2006 sous l’impulsion d’Anne Caminade (SlooDesign). L’orange devient la couleur principale de l’habillage : on la retrouve dans le logo ainsi que la plupart des éléments graphiques de la chaîne. Des indicatif pub tournés en stop motion, avec en fond sonore le célèbre Psyché Rock de Pierre Henry, succèdent aux scènes de vie. L’habillage est mis à jour d'octobre 2009 à juin 2011, à la suite du passage en 16/9 de la chaîne : outre le changement de format, on note la réduction du « ticket » à ses deux cartouches et le revampage des indicatifs pub, désormais basés sur un principe de rotation à 360°[source secondaire souhaitée].
De septembre 2011 à mars 2015, Paris Première met à l’antenne de nouveaux indicatifs pub incarnés par les visages de la chaîne : ces derniers apparaissent tels des "géants" évoluant au cœur de la ville. L’habillage sonore est renouvelé et la typographie Typeface apparaît pour la première fois à l’antenne. Cette typographie est déployée à l’autopromo l’année suivante, en septembre 2012. Un nouveau système graphique, reposant sur une déstructuration de l’image, est par ailleurs mis en place sur l’ensemble de l’habillage[source secondaire souhaitée].
De avril 2015 à septembre 2023, Paris Première change intégralement son habillage d'antenne. Une nouvelle collection de génériques promotionnels est mise à l’antenne au printemps 2015. La chaîne abandonne les vues de Paris pour un visuel purement graphique, à base de motifs géométriques et d’effets kaléidoscopiques. Chaque indicatif est complété par un "verbatim", destiné à communiquer sur le positionnement éditorial de la chaîne[réf. nécessaire].
À l'écran et suivant les programmes, le logo de la chaîne apparaît en couleurs ou en version monochrome.

Logo du 15 décembre 1986 au 25 septembre 1995.
Logo du 25 septembre 1995 au 20 septembre 2011.
Logo du 20 septembre 2011 au 6 septembre 2023.
Logo depuis le 6 septembre 2023.
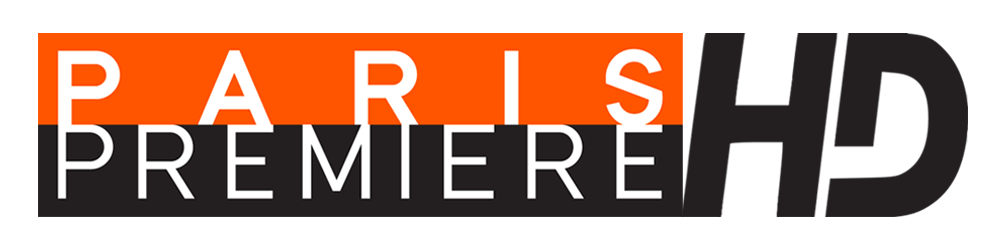
Logo de la version HD du 8 novembre 2011 à juillet 2016.

### Slogans
- Du 15 décembre 1986 au 24 septembre 1995 : « La télé qui donne envie de sortir »
- Du 25 septembre 1995 au 14 juin 2004 : « La télé qui a l'esprit plus large que le petit écran »
- Depuis le 15 juin 2004 : « Vous pouvez rallumer la télé ! »

## Organisation

### Diffusion
La chaîne est reprise sur l'ensemble des plateformes de diffusion. Paris Première est diffusée en Haute Définition sur certains réseaux et retransmet ses plages en clair par satellite via TNT Sat.
Paris Première est diffusée majoritairement en crypté et en clair par le satellite Astra 1 à destination des abonnés à Canal+. De plus, elle est distribuée par les opérateurs internet et les réseaux câbles. Paris Première est diffusée sur la TNT payante depuis novembre 2005. 
En 2014, Paris Première souhaite rejoindre la TNT gratuite, après un refus du CSA à la fin de 2014. Elle sollicite un recours devant le Conseil d'État. Celui-ci a cassé la décision du CSA en juin 2015. Le CSA a confirmé son refus le 17 décembre 2015. Sans rétribution d'abonnement, les programmes de Paris Première seront alors liés à une maximisation de l'audience et à une minimisation des coûts de production. L'impact sur la programmation et le type de programmes proposés serait important.
La convention de 2019 prévoit plusieurs plages en clair quotidiennes d'une durée maximale de trois heures.
La convention de décembre 2024 prévoit une diffusion en clair au maximum de 25% du temps d'antenne par genre de programme. Cette programmation doit être en matinée, à la mi-journée et en soirée. Les horaires habituels sont en semaine de 18h à 21h et le week-end, de 10h à 13h et de 18h à 21h. Toutefois, les émissions en clair ne sont cependant pas diffusées par tous les opérateurs internet, à l'instar de Free ou Orange.
Au 12 juillet 2024, Paris Première déclare ne plus souhaiter se convertir au modèle de chaîne gratuite et financée exclusivement par la publicité, lors des auditions devant l'Arcom. La chaîne défend un modèle commercial hybride, basé sur les souscriptions payantes et les revenus publicitaires de ses plages en clair, comme vitrine pour promouvoir son offre d'abonnement. 
Après le départ le 6 juin 2025 des chaînes du groupe Canal+ de la TNT, Paris Première reste toutefois commercialisée sur la TNT par le groupe Canal+, avec la chaîne Planète+.

### Audience
Suite à une publication de juillet 2024, le Groupe M6 revendique 13 millions d'abonnés sur la période 2023 pour la chaîne Paris Première, un sondage la plaçant comme deuxième chaîne payante de France pour cette période en terme d'audience, après Canal+.
Selon l'étude Médiamat’Thématik publiée en mars 2025 portant sur la période mesurée allant du 2 septembre 2024 au 16 février 2025, Paris Première est créditée de 7,3% d'audience au sein de l'univers des chaînes thématiques payantes et d'une moyenne de 13,658 millions de téléspectateurs sur quatre semaines. Ce résultat place Paris Première comme la première chaîne payante de France pour cette période mesurée après Canal+, devant RTL9, TV Breizh, Série Club, Téva et Polar+.
Selon l’étude Médiamat semestriel initialement Médiamat'Thématik, publiée le 8 juillet 2025, portant sur la période du 30 décembre 2024 au 15 juin 2025, cette position est confirmée par les résultats du sondage; la chaîne obtient une part d’audience de 7,5 % et touche 14,02 millions de téléspectateurs cumulés sur 4 semaines.

### Dirigeants

#### Président directeur général
- Jean d'Arthuys : 1996-2007
- Christopher Baldelli : 2007-2009
- Karine Blouet (secrétaire générale de M6) : 2009-2012
- Jérôme Bureau : 22/10/2012 - 2014
- Philippe Bony : 01/01/2015

#### Président directeur général adjoint
- Jacques Expert[35] : 2001-2012
- Jonathan Curiel : 01/01/2015

#### Directrice des programmes
- Anaïs Bouton (Directrice éditoriale) : 2012-

#### Directeur éditorial
- Anaïs Bouton : 2005-2012
- Jonathan Curiel : 2012-2017
- Pauline Favier-Henin

#### Directeur adjoint chargé des sports et des opérations spéciales
- Fabrice Clément

### Capital
Le capital Paris Première est de 1 271 136 euros depuis le 28 juin 2001, détenu à 100 % par le Groupe M6 ayant racheté les 89,34 % détenus par le groupe Suez le 7 mai 2004, à la suite du désengagement de ce dernier en janvier 2004.

### Siège
La chaîne est installée à Neuilly-sur-Seine dans les locaux du Groupe M6, 89, avenue Charles-de-Gaulle.

## Programmes
Paris Première se veut une chaîne généraliste "haut de gamme" et s'intéresse principalement à l'activité culturelle. Le public visé est essentiellement les catégories socio-professionnelles supérieures ou CSP+, même si la chaîne tente depuis 2006 d'élargir son audience au delà de cette cible.

### Émissions
Catégorie correspondante : Émissions diffusées sur Paris Première.

#### Émissionsactuelles[Quand?]
- La Revue de presse avec Jérôme de Verdière, Jacques Mailhot, Bernard Mabille, Régis Mailhot, Michel Guidoni, Florence Brunold, Thierry Rocher, Didier Porte, Tanguy Pastureau, Philippe Chevallier, Élodie Poux Monique Younes et Stéphane Rose.
- Gérard de la Télévision : émission animée par Frédéric Royer, Stéphane Rose et Juliette Arnaud.
- Les Grosses Têtes avec Laurent Ruquier, captations de l'émission radiophonique de RTL diffusée en prime time deux lundis par mois
- Miss Monde : émission annuelle présentée par Christophe Roux et Sylvie Tellier.
- Miss Univers : émission annuelle présentée par Christophe Roux et Sylvie Tellier.
- Zemmour et Naulleau : émission présentée par Éric Naulleau et Éric Zemmour, le mercredi soir

#### Anciennes émissions
- Ça balance à Paris : émission culturelle animée (2010-2019) par Éric Naulleau, en remplacement de Field dans ta chambre, émission littéraire.
- CinéQuin : émission cinématographique animée par Élisabeth Quin.
- Dédé les doigts de fée : émission présentée par André Manoukian considérant ses invités comme des morceaux de musique. Pour lui, leur vie est une chanson enregistrée sur un multi-pistes. Pour brosser le portrait de ses invités André les invite à se raconter dans un vrai studio d'enregistrement. Il compose un morceau unique en son genre. À la "couleur" de chaque période de la vie de son invité, il fait correspondre un instrument et une ligne musicale. À la clé, un morceau totalement personnalisé, le tube d'une vie.
- Des livres et moi : émission animée par Frédéric Beigbeder.
- Deux, trois jours avec moi : émission animée par Mélissa Theuriau.
- Intérieurs : magazine de décoration proposant des conseils de professionnels, des coups d'œil chez les people bien inspirés, des dossiers « tendance » et des bonnes adresses.
- La Blonde et moi : chaque dimanche à 12 h 50, Alexandra Golovanoff et Catherine Pégard accueillent les hommes et les femmes étant situés au cœur du pouvoir médiatique, économique, culturel ou politique.
- Le comité de la carte : émission animée par Philippe Vandel.
- Lescure : tôt ou tard : émission d'interviews animée par Pierre Lescure.
- Mon beau miroir : émission animée par Xavier de Moulins.
- Otto : programme court animé par Tom Novembre.
- Paris Dernière : successivement animée par Thierry Ardisson, Frédéric Taddeï, Xavier de Moulins, Philippe Besson et François Simon.
- Pif paf : émission sur les médias animée par Philippe Vandel
- Polonium : émission animée par Natacha Polony
- Vive la télé : émission présentée par Philippe Gildas, une fois par mois le mercredi à 21 h

## Récompenses et distinctions
Cette section ne s'appuie pas, ou pas assez, sur des sources secondaires ou tertiaires indépendantes du sujet. Le texte peut contenir des analyses inexactes ou inédites de sources primaires.
Pour l'améliorer, ajoutez-en, ou placez des modèles {{Source secondaire souhaitée}} ou {{Source secondaire nécessaire}} sur les passages mal sourcés. (avril 2023)
- Du 5 au 8 octobre 2001 : Hot Bird TV Awards : Prix de la meilleure chaîne thématique dans la catégorie « Culture ».
- 25 octobre 2001 : La 11e Nuit des Yeux d’Or : le Prix Web de l’Actualité Francophone
- 27 octobre 2001 : 7 d'Or : Paul Amar, élu le meilleur animateur des chaînes du câble et des satellites.
- 2001 : Prix de la meilleure Bande-Annonce Paris Première au Festival Epona.
- 26 mars 2002 : Ithème de l’Homme préféré à l’écran (vote des téléspectateurs) : Thierry Ardisson[source secondaire souhaitée].
- 26 mars 2002 : Ithème de l’Opération spéciale (vote des professionnels) : Aïda au Stade de France[source secondaire souhaitée].
- 2005 : Meilleure chaîne du câble et du satellite.
- 2005 : Meilleure émission du câble et du satellite : 93, faubourg Saint-Honoré.
- Club Audiovisuel du Sénat : Prix du Laurier International pour l’émission quotidienne Actors Studio, présentée par James Lipton.